# حسن مالك
حسن عز الدين يوسف مالك (8 أغسطس 1958 القاهرة -) رجل أعمال مصري، وأحد أبرز رجال الأعمال المنتمين لحركة الإخوان المسلمين.

## نشأته
ولد حسن عز الدين يوسف لعائلة من التجار، حيث كان والده تاجرا ولعائلته العديد من محلات القماش بالأزهر، ونشأ في بيئة قريبة من الإخوان المسلمين، حيث أن والده عز الدين مالك إخواني اعتقل عدة مرات. حفظ القرآن كاملا في طفولته كما إخوته وانخرطوا في سوق العمل مبكّرا منذ كان طالبا، تخرج لاحقا من كلية التجارة جامعة الإسكندرية، وورث حسن وأخوته «مصنع مالك» للغزل والنسيج في مدينة السادس من أكتوبر.
انتخب رئيسًا لجمعية رجال الأعمال الأتراك بمصر باعتباره رجلاً يساهم في التنمية التجارية التركية. 
وقد أرسل السفير التركي بعد اعتقاله اعتراضًا لوزير التجارة والصناعة محمد رشيد.
أسرتة:-
متزوج من جيهان عليوة. 
لديه 7 أبناء أكبرهم معاذ 33 سنة
وخديجة وعمر توأم- 31 سنة-
وحمزة 30 سنة وجميعهم يعملون في إدارة مصانع والدهم. 
أحمد26 سنة 
أنس21 سنة 
وعائشة 19 سنة

## عمله وتجارته
كان أول من افتتح معارض للسلع المعمرة؛ وأول من حصل على توكيلات لمحلات عباءات؛ وأول من صنع الكمبيوتر بمصر. 
اعتقل من قبل عام 1992 في القضية المشهورة بسلسبيل؛ وظل رهن الاعتقال سنة كاملة حتى تم الإفراج عنه؛ وكانت شركة سلسبيل تلك متخصصة في البرمجيات والكمبيوتر وكانت من أولى الشركات وقتها في هذا التخصص، ولم يزد عمرها في السوق عن 3 سنوات؛ وبعد حصولها على المناقصة الخاصة بالدورة الأفريقية، فتم تلفيق تلك القضية لإبعاده عن هذه المناقصة. 
كان يساهم ويساعد في تزويج الشباب وكان همه الأول توفير فرص عمل للشباب وبالفعل نجح في الاتفاق مع شركات أجنبية لتفتتح فروعًا لها بمصر، وكان قد بدأ في مشروع لإنشاء مصنع بالعاشر من رمضان بالشراكة مع شركة تركية وقد تم شراء الأرض فعلاً؛ ولكن بعد اعتقاله توقف المصنع الذي كان سيستوعب على الأقل 1000 عامل والأسوأ أنه بعد اعتقاله هربت تلك الشركات وعادت لبلادها. 
فضلاً عن أنه بعد أن تم إغلاق وتشميع شركته «رواج» التي تدير باقي أعماله تم تشريد 400 عامل وموظف. 
وكان شريكًا في محلات «الفريدة»؛ ثم محلات «بيت العباية الشرقي» فضلاً عن محلات «سرار» للملابس الرجالي ومحلات استقبال للأثاث الحديث.

## اعتقاله ومصادرة أمواله
- اعتقل عام 1992 في القضية المشهورة بسلسبيل؛ وظل رهن الاعتقال سنة كاملة حتى تم الإفراج عنه؛ وكانت شركة سلسبيل تلك متخصصة في البرمجيات والكمبيوتر وكانت من أولى الشركات وقتها في هذا التخصص، ولم يزد عمرها في السوق عن 3 سنوات؛ وبعد حصولها على المناقصة الخاصة بالدورة الأفريقية، فتم تلفيق تلك القضية لإبعاده عن هذه المناقصة، وقام النظام بمصادرة الأرض التي كان المهندس خيرت الشاطر وحسن مالك ينويان إقامة مصنع عليها في مدينة السادس من أكتوبر.
- أوقف مشروع إنشاء مصنع بمدينة العاشر من رمضان بالشراكة مع شركة تركية بعد اعتقاله وكانت تقدر عدد العمال به 1000 عامل فضلاً عن أنه بعد أن تم إغلاق وتشميع شركته «رواج» التي تدير باقي أعماله تم تشريد 400 عامل وموظف.

وكان شريكًا في محلات «الفريدة»؛ ثم محلات «بيت العباية الشرقي» فضلاً عن محلات «سرار» للملابس الرجالي ومحلات «استقبال» للأثاث الحديث 
- في ديسمبر 2006 أحال الرئيس حسني مبارك بصفته الحاكم العسكري للبلاد خيرت الشاطر وحسن مالك ضمن 40 من قيادات جماعة الإخوان المسلمين ورجال أعمال إلى المحاكمة العسكرية الاستثنائية.

حيث أوضح مكتب الحاكم العسكري برئاسة الحكومة المصرية في بيان صحافي " أنه تمت إحالة المتهمين إلى القضاء العسكري لاتهامهم بقيادة جماعة محظورة تعمل على قلب نظام الحكم، وتعطيل العمل بالدستور وغسيل الأموال. تم الإحالة بعد حصول الإخوان على 3 أحكام بالبراءة من المحاكم المدنية ولكن تم تحويلهم للمحاكم العسكرية الاستثنائية لمعاقبتهم سياسيا في أبريل 2008 حكم عليه بمصادرة أمواله هو وأسرته والسجن 7 سنوات قضى أربع منها في السجن، وأُفرج عنه عقب ثورة يناير عام 2011.
- تمت مصادرة أمواله في 2014 من قبل لجنة حصر أموال الإخوان.
- في 17 أغسطس 2013 قامت قوات الأمن باعتقال ابنه عمر حسن مالك من أحد الفنادق بجوار مطار القاهرة، بعد يوم واحد من فض اعتصام رابعة العدوية، واتُهم عمر في القضية المعروفة إعلاميًا بقضية «غرفة عمليات رابعة»، وقضت المحكمة في 16 مارس 2014 بإحالته ضمن 14 شخصًا في القضية إلى المفتي.[2] ،
- في 22 أكتوبر 2015 قامت قوات الأمن باقتحام منزله واعتقاله بتهمة دعم «جماعة محظورة» وتمويل اعتصامي رابعة والنهضة.[3]

## وصلات خارجية
- موقع إخوان أون لاين - الموقع الرسمي لجماعة الإخوان المسلمين باللغة العربية
- موقع إخوان ويب - الموقع الرسمي لجماعة الإخوان المسلمين باللغة الإنجليزية
- 6 وجوه شهيرة في قضية الإخوان - الشاطر وندا ومالك وبشر وسعودي وعودة - شبكة إسلام أون لاين
- موقع أفرجوا عن حسن مالك - تديره أسرته